# Zoolea minor
Zoolea minor är en bönsyrseart som beskrevs av Giglio-tos 1914. Zoolea minor ingår i släktet Zoolea och familjen Mantidae. Inga underarter finns listade i Catalogue of Life.